# Neue Deutsche Welle

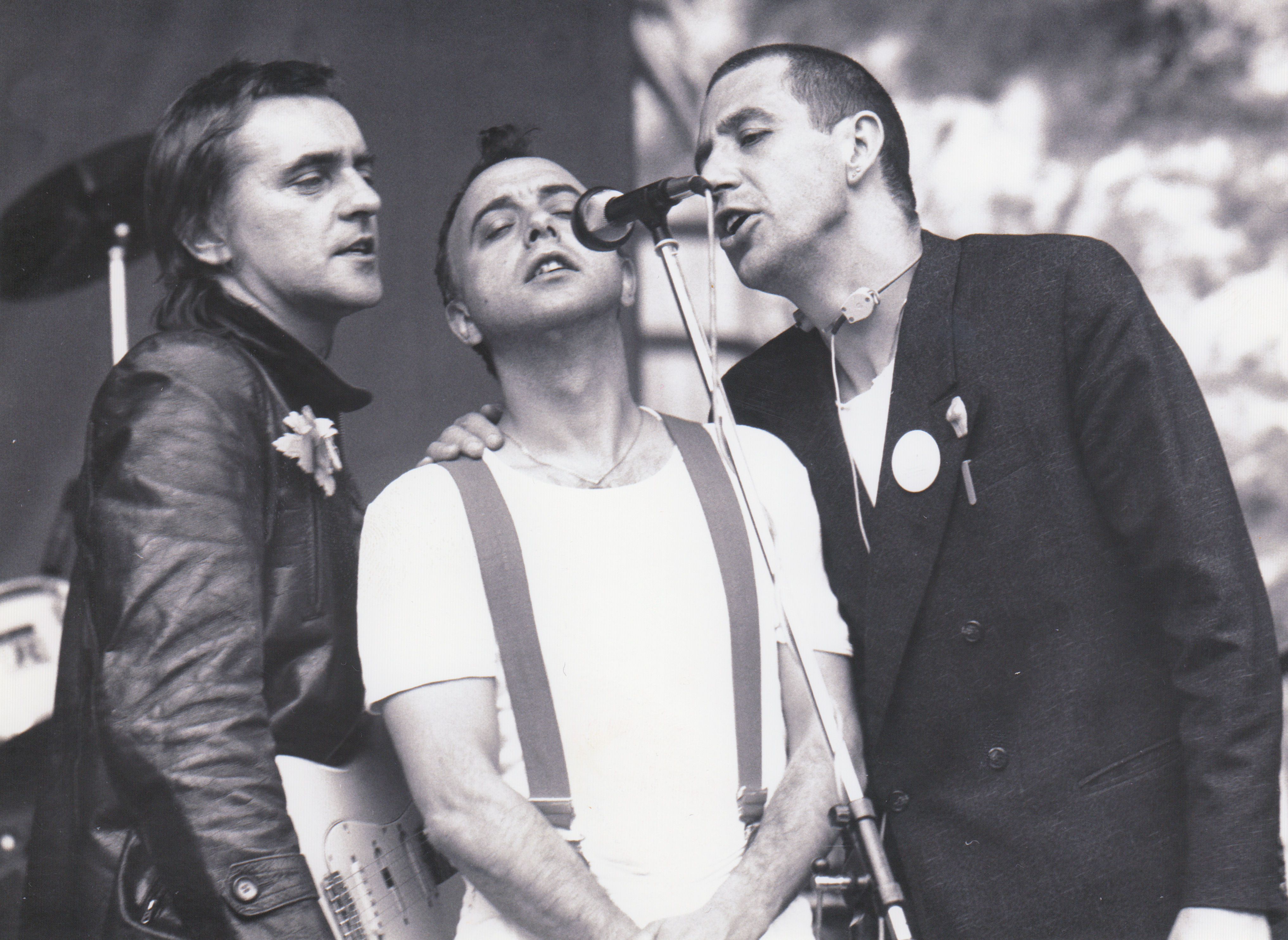
Trio (1982)

Die Neue Deutsche Welle (NDW) war eine Musikbewegung, die um 1976 als Subkultur begann und Anfang der 1980er Jahre durch die Musikindustrie mit anderen Interpreten massiv kommerzialisiert wurde. Die sich daraus ergebende Abnutzung führte um 1983/1984 zu ihrem Ende.
Die NDW war kein einheitliches Musikgenre: die Spannbreite der Musik reichte von New Wave und Punk über Industrial und klassische wie moderne Avantgarde bis hin zu Pop und Schlager. Kennzeichnend waren vor allem die deutschsprachigen Songtexte, deren Rhythmus und Klang sich auch musikalisch niederschlug – insbesondere auch durch den Einsatz elektronischer Instrumente – sowie Ungeschliffenheit und Kühle. 
Der deutschsprachige Punk hatte sich bereits früh vom innovativ-experimentellen Teil der NDW abgetrennt und bildete ein eigenständiges, langlebiges Genre aus, mit später auch kommerziell erfolgreichen Gruppen wie Die Ärzte oder Die Toten Hosen. Der langfristige Einfluss der NDW manifestierte sich national in späteren Musikbewegungen wie der Hamburger Schule in den 1990er Jahren. 
Einige Interpreten kamen zu beachtlichen internationalen Erfolgen. Nena (99 Luftballons), Trio (Da da da), Falco (Der Kommissar) und Peter Schilling (Major Tom) konnten selbst im englischsprachigen Raum Hits platzieren. Mit der Jahrtausendwende begann, unter anderem durch Jürgen Teipel angestoßen, die Wiederentdeckung und Erforschung der NDW.

## Geschichte

### Begriffsentstehung
Der Begriff Neue Deutsche Welle tauchte erstmals im August 1979 in einer Anzeige des Berliner Plattenversands Der Zensor (Burkhardt Seiler) im Hamburger Musikmagazin Sounds auf. In der Anzeige wurde er zur Kategorisierung des ersten Albums von DAF benutzt. Zwei Monate später wurde der Begriff, der sich vom Terminus New Wave bzw. Nouvelle Vague ableitet, von dem damaligen Musikjournalisten und späteren Musiklabelbetreiber Alfred Hilsberg für den Titel einer dreiteiligen Artikelserie in Sounds verwendet (Neue Deutsche Welle – Aus grauer Städte Mauern).

### NDW als Untergrundmusik

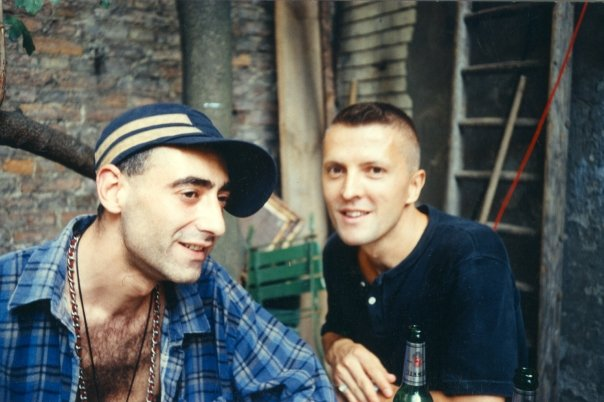
Deutsch Amerikanische Freundschaft

Die auf das Jahr 1976 datierten Ursprünge der musikalischen Untergrundbewegung Neue Deutsche Welle sind auf die britische Punk- und New-Wave-Musik zurückzuführen. Schnell entwickelte sich jedoch eine eigene originäre Formensprache, die stark geprägt war von der deutlich eckigeren und kantigeren Rhythmik der deutschen Sprache. Der weitaus größte Teil der Bands hatte sich bereits früh dazu entschieden, ihre Texte ausschließlich in deutscher Sprache zu verfassen. Zu den Vertretern dieser bis 1981 andauernden Phase zählen neben DAF die Bands Mittagspause, Abwärts, The Wirtschaftswunder oder Der Plan. Soundspezifisch bildeten Synthesizer, die in jenen Jahren zu erschwinglichen Preisen auf den Markt kamen, die klangliche Basis für viele Werke, etwa elektronische Instrumente wie die Korg-Modelle MS-10 und MS-20.
Die NDW dieser Jahre hatte im Wesentlichen drei Hauptstädte, nämlich West-Berlin, Düsseldorf (Labels Rondo, Schallmauer-Records und Ata Tak) und Hamburg (Zickzack Records). Kleinere Nebenzentren waren unter anderem Limburg, der Raum Rhein-Main (Mainz, Wiesbaden, Frankfurt), Hagen und Hannover (No Fun Records).

### NDW als Populärmusik

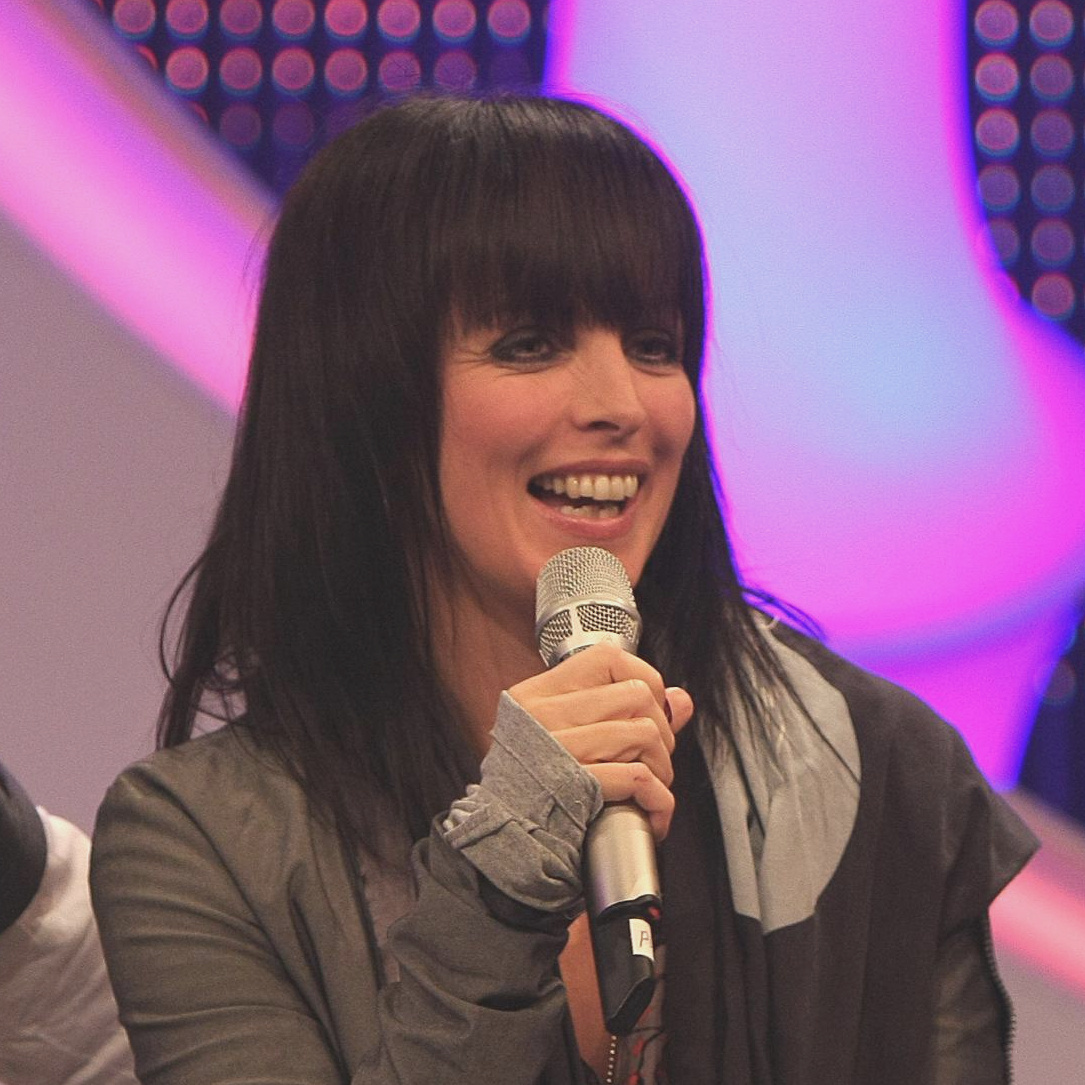
Nena

Bei den großen Plattenfirmen galt die NDW zunächst als unkommerziell und deshalb als schwer zu vermarkten. Auch bei den Bands gab es Vorbehalte gegen eine Zusammenarbeit mit der Industrie. Dies änderte sich allerdings, als erste Vermarktungskampagnen mit Gruppen wie Fehlfarben, Extrabreit, Ideal oder DAF auf überraschend viel Resonanz stießen. Als die NDW immer erfolgreicher wurde, vermarktete man unter diesem Etikett auch deutschsprachig singende Interpreten – darunter auch aus Österreich und der Schweiz –, die mit der NDW wenig oder nichts gemein hatten, oder schuf einschlägige Retortenbands. Das Genre wurde schließlich zunehmend von Interpreten beherrscht, die in modernisierter, teils auch ironischer Form Elemente des Schlagers verwendeten. 
Dazu gehörten etwa Markus, Fräulein Menke, Hubert Kah, Ixi, Andreas Dorau, Joachim Witt, DÖF, Geier Sturzflug, UKW und Paso Doble. Dazu gab es teilweise auch stilistische Anleihen bei anderen Musikgenres: so war die Spider Murphy Gang schon vor der Neuen Deutschen Welle im Bereich des Rock ’n’ Roll tätig und hatte dann in der Neuen Deutschen Welle mit ihrer entsprechend beeinflussten Musik den Durchbruch.

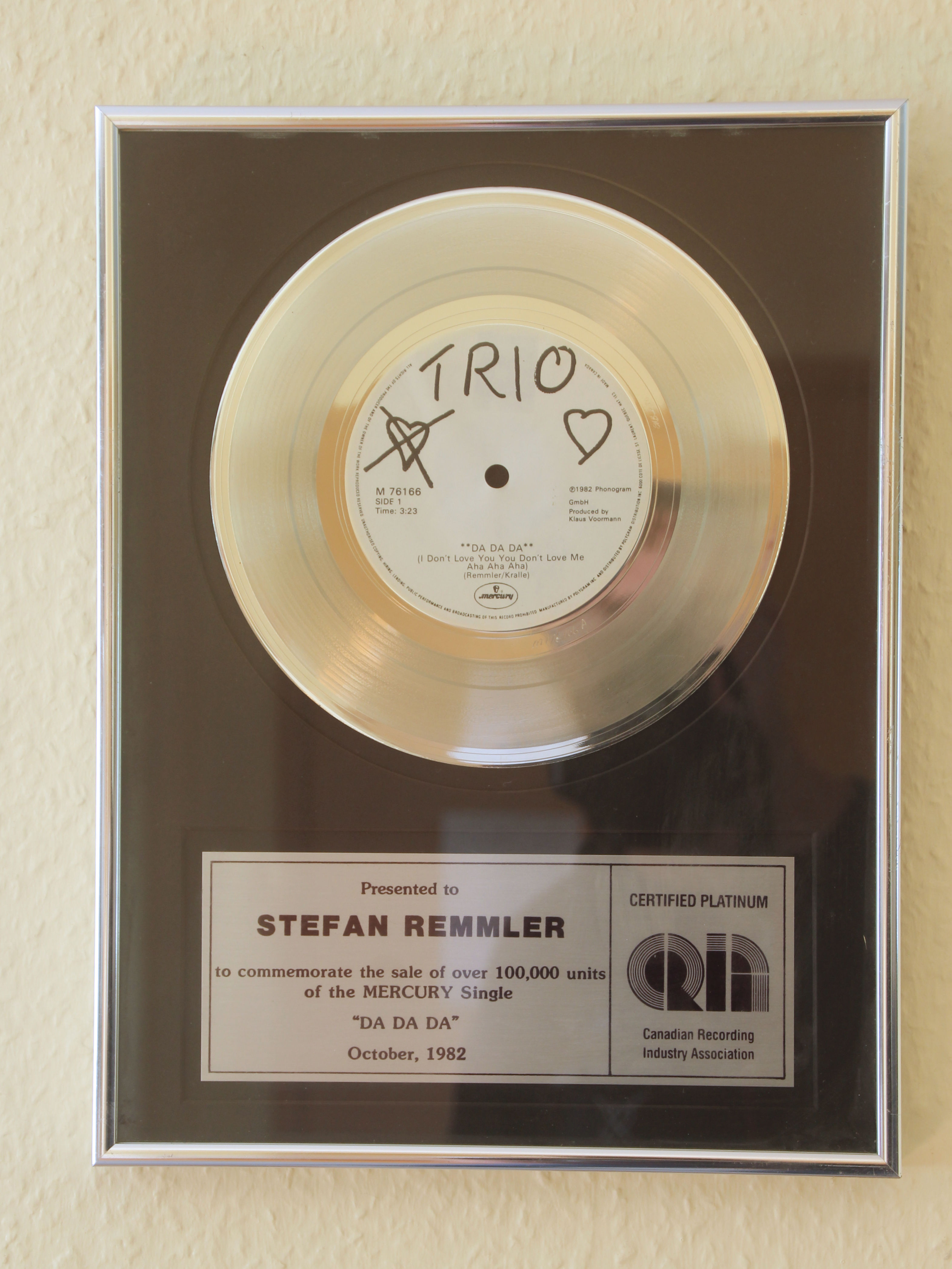
Platin-Auszeichnung für Da Da Da von Trio in Kanada

Einige Interpreten kamen zu beachtlichen internationalen Erfolgen. Nena (99 Luftballons), Trio (Da da da), Falco (Der Kommissar) und Peter Schilling (Major Tom) konnten selbst im englischsprachigen Raum Hits platzieren, wobei sich hier meist eigens produzierte englische Versionen durchsetzten.
Die Kommerzialisierung durch die Musikindustrie führte bei den Urhebern der Bewegung, den Untergrund-Bands, zu Frustration, und die NDW-Bewegung löste sich schnell wieder auf. Aber auch die kommerzielle Variante der NDW büßte rasch an Bedeutung ein. Durch die inflationäre Veröffentlichungspolitik der Plattenfirmen und die massive Medienpräsenz des Genres war das Publikum bald übersättigt. Viele Musiker beendeten ihre Karrieren, und nur wenige Projekte überlebten. So ging die NDW zwischen 1983 und 1984 zu Ende.

### Neue Neue Deutsche Welle
Seit Anfang der 2020er Jahre erfährt das Genre als Neue Neue Deutsche Welle (NNDW) ein Revival. Diese Spielart ist musikalisch von viel Hall und hohem Tempo geprägt. Die deutschen Texte handeln überwiegend von düsteren und nostalgischen Themen, die Qualität der Produktion ist gewollt niedrig. Der Begriff Neue Neue Deutsche Welle geht auf Edwin Rosen zurück, der diesen als Beschreibung seines Musikstils nutzte. Auch Salò wird der NNDW zugeordnet.

## Historische Bedeutung
Einige Künstler waren später als Songschreiber und Produzenten tätig. Dazu gehören unter anderem Annette Humpe, Hubert Kah – der in der Spätzeit der NDW eine Zusammenarbeit mit Michael Cretu einging – und die ehemaligen Mitglieder von Spliff. Die NDW bildete einen Anknüpfungspunkt für neue musikalische Bewegungen, wie beispielsweise die Hamburger Schule.

## Dokumentarfilm
- wdr.de (2020): Neue Deutsche Welle - Revolte, Spaß und Da-Da-Da. Ein Film von Melanie Didier auf wdr.de (Ausstrahlung am 19. Januar 2019, 20:15–21:45 Uhr)
- zdf.de (Terra X): Neue Deutsche Welle – der Sound der 80er (16. April 2023)